# دي-بس
دي-بس (بالإنجليزية: D-Bus اختصاراً لـ Desktop-Bus)‏ هو نظام بسيط لتبادل البيانات بين العمليات Inter-process communication للبرمجيات التطبيقية لتتبادل البيانات فيما بينها. دي-بس تأثر بشكل كبير بنظام DCOP الموجود في كدي 2 و3 والذي تم استبداله في كدي 4 بدي-بس.